# Sanuki Kokubun-ji
Le Sanuki Kokubun-ji (讃岐国分寺) est un temple bouddhiste Omuro Shingon dans la ville de Takamatsu, préfecture de Kagawa au Japon. Temple provincial de l'ancienne province de Sanuki et 80e des 88 temples sur la route du pèlerinage de Shikoku, Sanuki Kokubun-ji aurait été fondé par Gyōki en 741. La principale image de vénération est celle de Senjū Kannon,,. La zone a été désignée « site historique spécial », et le temple Japan Heritage en 2015. 

## Bâtiments
Hon-dō (fin de l'époque de Kamakura) ; 5 × 5 baies, un niveau, style irimoya-zukuri, toit de tuiles (bien culturel important du Japon),.

## Trésors
- Statue en bois de Senjū Kannon (fin de l'époque de Heian / époque de Muromachi) (bien culturel important du Japon, BCI)[7],[8].
- Cloche (époque de Heian) (BCI)[9],[10].
- Manirintō (bien culturel municipal)[11].

## Fouilles
Des fouilles menées entre 1983 et 1991 ont permis de mettre au jour le chūmon, le kon-dō et le kōdō disposés suivant un axe.

## Musée
Un musée expose les découvertes du site.